# مارتون سيكيلي
مارتون سيكيلي (بالمجرية: Székely Márton) مواليد 2 يناير 1990 في بودابست، هو لاعب كرة يد مجري يلعب كحارس مرمى. مثل منتخب المجر لكرة اليد. يلعب حاليا مع فريق شورغوي لكرة ياليد.

## روابط خارجية
- مارتون سيكيلي على موقع الاتحاد الأوروبي لكرة اليد (الإنجليزية)